# カド
カド(Caddo)、またはカドーは、16世紀に現在の東テキサス、ルイジアナ州西部、アーカンソー州とオクラホマ州の南部に居住した、アメリカ南部インディアン（詳細）のネーション、または部族の集団である。
歴史的に、カドは少なくとも25の異なる部族の3つの国家連合で構成されていて、カド諸語のさまざまな方言を話した。今日カドは、彼らの首都、オクラホマ州ビンジャーに集中して住んでおり、カド諸語の方言は単一の言語に収束している。
現在のカドの委員長はラルー・パーカー(LaRue Parker)である。彼女は少なくとも2000年から委員長を務めており、2005年7月9日の選挙では、対立候補のChristine Smith Noahを抑えて再選された。